# 黑潮笠藤壺
黑潮笠藤壺（学名：Tetraclita kuroshioensis），舊稱
太平洋笠藤壺（学名：Tetraclita pacifica）
，为笠藤壺科笠藤壺屬下的一个种。本物種得名於位於台灣及琉球之間的黑潮。

## 分佈
本物種分佈於西北太平洋的日本、琉球及台灣。

## 外部連結
- 維基物種上的相關：黑潮笠藤壺